# National Hockey League 2023-2024
La stagione 2023-2024 è stata la 107ª edizione della National Hockey League (NHL). La regular season ha preso avvio il 10 ottobre 2023 e si è conclusa il 18 aprile 2024. I playoff sono cominciati il 20 aprile 2024 per concludersi il 24 giugno 2024 con la vittoria in Gara 7 delle Stanley Cup Finals dei Florida Panthers, che hanno battuto gli Edmonton Oilers e si sono laureati campioni NHL per la prima volta nella storia della loro franchigia.
La stagione 2023-2024 è stata l'ultima stagione che ha visto tra le sue partecipanti gli Arizona Coyotes. La "disattivazione" dei Coyotes ha fatto seguito alla cessione degli asset della franchigia a Ryan Smith (uomo d'affari statunitense proprietario della franchigia NBA degli Utah Jazz), al quale la NHL ha concesso la possibilità di creare una nuova squadra a Salt Lake City (Utah) e che, a partire dalla successiva stagione, avrebbe potuto partecipare al campionato al posto dei "disattivati" Coyotes. Al proprietario di quest'ultima franchigia, Alex Meruelo, si era  comunque data la possibilità, fino al 2029, di costruire un nuovo impianto adatto ad ospitare partite del campionato NHL per poter successivamente "riattivare" i Coyotes. Tuttavia, nel giugno 2024, Meruelo ha deciso di cedere la proprietà della franchigia e di cessare completamente le attività della squadra. I Coyotes, in tal modo, sono diventati la prima franchigia NHL che ha visto la sospensione delle sue attività dai Brooklyn Americans nel 1942 (anche se quest'ultima franchigia ha visto la sua fine ufficiale soltanto quattro anni dopo).

## Squadre partecipanti
| Club                  | Stagione | Conference         | Division              | Stagione precedente             |
| --------------------- | -------- | ------------------ | --------------------- | ------------------------------- |
| Anaheim Ducks         | dettagli | Western Conference | Pacific Division      | 8° posto Pacific Division       |
| Arizona Coyotes       | dettagli | Western Conference | Central Division      | 7° posto Central Division       |
| Boston Bruins         | dettagli | Eastern Conference | Atlantic Division     | Eastern Conference First Round  |
| Buffalo Sabres        | dettagli | Eastern Conference | Atlantic Division     | 5° posto Atlantic Division      |
| Calgary Flames        | dettagli | Western Conference | Pacific Division      | 5° posto Pacific Division       |
| Carolina Hurricanes   | dettagli | Eastern Conference | Metropolitan Division | Eastern Conference Finals       |
| Chicago Blackhawks    | dettagli | Western Conference | Central Division      | 8° posto Central Division       |
| Colorado Avalanche    | dettagli | Western Conference | Central Division      | Western Conference First Round  |
| Columbus Blue Jackets | dettagli | Eastern Conference | Metropolitan Division | 8° posto Metropolitan Division  |
| Dallas Stars          | dettagli | Western Conference | Central Division      | Western Conference Finals       |
| Detroit Red Wings     | dettagli | Eastern Conference | Atlantic Division     | 7° posto Atlantic Division      |
| Edmonton Oilers       | dettagli | Western Conference | Pacific Division      | Eastern Conference Second Round |
| Florida Panthers      | dettagli | Eastern Conference | Atlantic Division     | Stanley Cup Finals              |
| Los Angeles Kings     | dettagli | Western Conference | Pacific Division      | Western Conference First Round  |
| Minnesota Wild        | dettagli | Western Conference | Central Division      | Western Conference First Round  |
| Montreal Canadiens    | dettagli | Eastern Conference | Atlantic Division     | 8° posto Atlantic Division      |
| Nashville Predators   | dettagli | Western Conference | Central Division      | 5° posto Central Division       |
| New Jersey Devils     | dettagli | Eastern Conference | Metropolitan Division | Eastern Conference Second Round |
| New York Islanders    | dettagli | Eastern Conference | Metropolitan Division | Eastern Conference First Round  |
| New York Rangers      | dettagli | Eastern Conference | Metropolitan Division | Eastern Conference First Round  |
| Ottawa Senators       | dettagli | Eastern Conference | Atlantic Division     | 6° posto Atlantic Division      |
| Philadelphia Flyers   | dettagli | Eastern Conference | Metropolitan Division | 7° posto Metropolitan Division  |
| Pittsburgh Penguins   | dettagli | Eastern Conference | Metropolitan Division | 5° posto Metropolitan Division  |
| San Jose Sharks       | dettagli | Western Conference | Pacific Division      | 7° posto Pacific Division       |
| Seattle Kraken        | dettagli | Western Conference | Pacific Division      | Western Conference Second Round |
| St. Louis Blues       | dettagli | Western Conference | Central Division      | 6° posto Central Division       |
| Tampa Bay Lightning   | dettagli | Eastern Conference | Atlantic Division     | Eastern Conference First Round  |
| Toronto Maple Leafs   | dettagli | Eastern Conference | Atlantic Division     | Eastern Conference Second Round |
| Vancouver Canucks     | dettagli | Western Conference | Pacific Division      | 6° posto Pacific Division       |
| Vegas Golden Knights  | dettagli | Western Conference | Pacific Division      | campione                        |
| Washington Capitals   | dettagli | Eastern Conference | Metropolitan Division | 6° posto Metropolitan Division  |
| Winnipeg Jets         | dettagli | Western Conference | Central Division      | Western Conference First Round  |

## Formato
Come da tradizione, la stagione della National Hockey League si divideva in preseason (settembre-primi di ottobre), regular season (primi di ottobre-metà aprile) e postseason (costituita dagli Stanley Cup playoff).
Ogni squadra ha disputato un totale di 82 gare nella regular season, che comprendeva 41 partite in casa e 41 partite in trasferta. Di queste 82 gare, 26 sono state disputate contro le rispettive avversarie di division (di cui 4 contro 5 squadre delle 7 avversarie divisionali e 3 gare contro le altre 2), 26 partite contro le 8 squadre dell'altra division della stessa conference di appartenenza (3 contro ognuna di queste avversarie) e le restanti 32 gare contro ogni altra squadra della conference opposta (una partita in casa ed una in trasferta per ognuna delle 16 avversarie).
Le diverse classifiche divisionali sono state stilate sulla base del punteggio che ogni squadra aveva ottenuto sulla base dei propri risultati, attribuendo 2 punti per una vittoria, 1 punto per una sconfitta subita nell'overtime o agli shootout e nessun punto in caso di sconfitta nei tempi regolamentari. Alla fine della regular season le 4 squadre in testa alle rispettive division sono state proclamate division champion, mentre alla squadra che ha ottenuto più punti tra tutte quelle partecipanti si è vista assegnare il Presidents' Trophy.
I successivi Stanley Cup playoff si sono disputati tra la metà di aprile e gli inizi di giugno e si sono realizzati con un torneo ad eliminazione diretta, in cui ogni sfida si è decisa in una serie al meglio delle 7 gare (in cui il vantaggio di giocare più gare, dato il numero dispari di ogni serie, era assegnato alla squadra miglior testa di serie tra le due). Ai playoff si sono qualificate 8 squadre della Eastern Conference e 8 squadre della Western Conference, ovvero le migliori tre classificate di ogni division insieme alle 2 ulteriori squadre che avevano ottenuto più punti. Le due squadre campioni della Eastern Conference e della Western Conference hanno ottenuto il diritto di accedere alle Stanley Cup Finals, il cui trofeo è stato assegnato alla squadra vincitrice, che è proclamata campione.

## Regular season
La regular season della stagione 2023-2024 si è disputata tra il 10 ottobre 2023 e il 18 aprile 2024.

### Partite disputate all'estero
Nell'ambito delle NHL Global Series, la NHL ha disputato 4 partite di regular season presso la Avicii Arena di Stoccolma (Svezia). Il 16 novembre 2023 hanno giocatori i Detroit Red Wings e gli Ottawa Senators; il 17 novembre i Red Wings sono nuovamente scesi sul rink di Stoccolma contro i Toronto Maple Leafs; il 18 novembre i Minnesota Wild hanno affrontato i Senators; infine, il 19 novembre, i Wild si sono scontrati con i Maple Leafs.

### Partiteoutdoor
La NHL ha comunicato che le seguenti partite si sarebbero disputate outdoor.
- L'Heritage Classic 2023 si è disputato il 29 ottobre 2023 presso il Commonwealth Stadium di Edmonton, con gli Edmonton Oilers che hanno affrontato i Calgary Flames, due squadre rivali nella tradizionale Battle of Alberta. Si è trattato della 7ª edizione dell'Heritage Classic e la prima Battle of Alberta disputata outdoor.[5][6]
- Il Winter Classic 2024 si è disputato il 1° gennaio 2024 presso il T-Mobile Park di Seattle (Washington), vedendo confrontarsi i Seattle Kraken e i Vegas Golden Knights (le due franchigie più "giovani" della NHL).[7]
- Per la prima volta dal 2016 si sono tenute due partite appartenenti alle Stadium Series 2024, entrambe disputate presso il MetLife Stadium di East Rutherford (New Jersey). Nella prima gara, disputata il 17 febbraio 2024, i Philadelphia Flyers hanno affrontato i New Jersey Devils, mentre il 18 febbraio 2024 i New York Rangers hanno dovuto confrontarsi con i New York Islanders.[8]

### All-Star Game
L'All-Star Game 2024 si è tenuto il 3 febbraio 2024 presso la Scotiabank Arena di Toronto, impianto casalingo dei Toronto Maple Leafs. Per la prima volta il formato a 4 squadre, ognuna con 3 giocatori sul rink, è stato unito ad un fantasy draft per determinare la composizione delle singole squadre (quest'ultimo è ritornato ad essere implementato nell'All-Star Game, dopo la sua apparizione dal 2011 al 2015).

### Partite posticipate
- La gara casalinga dei Buffalo Sabres, programmata per il 17 gennaio 2024 contro i Chicago Blackhawks, è stata rinviata al 18 gennaio a causa delle restrizioni al movimenti imposti dalle autorità locali della Erie County per il maltempo.[11][12]

## Classifiche

### Eastern Conference

#### Atlantic Division
| Pos | Squadra                 | G  | V  | S  | SOT | VTR | VRO | GF  | GS  | DR  | Punti |
| --- | ----------------------- | -- | -- | -- | --- | --- | --- | --- | --- | --- | ----- |
| 1.  | Florida Panthers (y)    | 82 | 52 | 24 | 6   | 42  | 10  | 268 | 200 | +68 | 110   |
| 2.  | Boston Bruins (x)       | 82 | 47 | 20 | 15  | 36  | 11  | 267 | 224 | +43 | 109   |
| 3.  | Toronto Maple Leafs (x) | 82 | 46 | 26 | 10  | 33  | 13  | 303 | 263 | +40 | 102   |
| 4.  | Tampa Bay Lightning (x) | 82 | 45 | 29 | 8   | 37  | 8   | 291 | 268 | +23 | 98    |
| 5.  | Detroit Red Wings (e)   | 82 | 41 | 32 | 9   | 27  | 14  | 278 | 274 | +4  | 91    |
| 6.  | Buffalo Sabres (e)      | 82 | 39 | 37 | 6   | 33  | 6   | 246 | 244 | +2  | 84    |
| 7.  | Ottawa Senators (e)     | 82 | 37 | 41 | 4   | 25  | 12  | 255 | 281 | -26 | 78    |
| 8.  | Montreal Canadiens (e)  | 82 | 30 | 36 | 16  | 20  | 10  | 236 | 289 | -50 | 76    |

Fonte: NHL

Legenda
     (y) - Squadra vincitrice della division e qualificata ai playoff.
     (x) - Squadre qualificate ai playoff.
     (e) - Squadre eliminate dall'accesso ai playoff.
Note

2 punti per vittoria, 1 punto per sconfitta subita in overtime o agli shootout, 0 punti a sconfitta nei tempi regolamentari.
A parità di punteggio, per determinare le posizioni in classifica valgono i seguenti criteri in ordine:
1. minor numero di partite disputate (solo durante la regular season)
2. maggior numero di vittorie nei tempi regolamentari (regulation wins)
3. maggior numero di vittorie nei tempi regolamentari e negli overtime
4. maggior numero di vittorie complessive
5. maggior numero di punti ottenuti negli scontri diretti; in mancanza di un pari numero di scontri diretti con una o più squadre a pari punti, non va considerata la prima gara disputata dalla squadra che ha disputato più gare delle altre a pari punti.
6. miglior differenza reti
7. maggior numero di reti segnate

Una vittoria ottenuta agli shootout vale come 1 gol segnato a favore della squadra vincitrice ed 1 subito per la squadra sconfitta.

#### Metropolitan Division
| Pos | Squadra                   | G  | V  | S  | SOT | VTR | VRO | GF  | GS  | DR  | Punti |
| --- | ------------------------- | -- | -- | -- | --- | --- | --- | --- | --- | --- | ----- |
| 1.  | New York Rangers (z)      | 82 | 55 | 23 | 4   | 43  | 12  | 282 | 229 | +53 | 114   |
| 2.  | Carolina Hurricanes (x)   | 82 | 52 | 23 | 7   | 44  | 8   | 279 | 216 | +63 | 111   |
| 3.  | New York Islanders (x)    | 82 | 39 | 27 | 16  | 29  | 10  | 246 | 263 | -17 | 91    |
| 4.  | Washington Capitals (x)   | 82 | 40 | 31 | 11  | 32  | 8   | 220 | 257 | -37 | 91    |
| 5.  | Pittsburgh Penguins (e)   | 82 | 38 | 32 | 12  | 32  | 6   | 255 | 251 | +4  | 88    |
| 6.  | Philadelphia Flyers (e)   | 82 | 38 | 33 | 11  | 30  | 8   | 235 | 261 | -6  | 87    |
| 7.  | New Jersey Devils (e)     | 82 | 38 | 39 | 5   | 33  | 5   | 264 | 283 | -19 | 81    |
| 8.  | Columbus Blue Jackets (e) | 82 | 27 | 43 | 12  | 21  | 6   | 237 | 300 | -63 | 66    |

Fonte: NHL

Legenda
     (z) - Squadra vincitrice della division e qualificata ai playoff.
     (x) - Squadre qualificate ai playoff.
     (e) - Squadre eliminate dall'accesso ai playoff.
Note

2 punti per vittoria, 1 punto per sconfitta subita in overtime o agli shootout, 0 punti a sconfitta nei tempi regolamentari.
A parità di punteggio, per determinare le posizioni in classifica valgono i seguenti criteri in ordine:
1. minor numero di partite disputate (solo durante la regular season)
2. maggior numero di vittorie nei tempi regolamentari (regulation wins)
3. maggior numero di vittorie nei tempi regolamentari e negli overtime
4. maggior numero di vittorie complessive
5. maggior numero di punti ottenuti negli scontri diretti; in mancanza di un pari numero di scontri diretti con una o più squadre a pari punti, non va considerata la prima gara disputata dalla squadra che ha disputato più gare delle altre a pari punti.
6. miglior differenza reti
7. maggior numero di reti segnate

Una vittoria ottenuta agli shootout vale come 1 gol segnato a favore della squadra vincitrice ed 1 subito per la squadra sconfitta.

#### Wild Card
| Pos | Squadra                   | G  | V  | S  | SOT | VTR | VRO | GF  | GS  | DR  | Punti |
| --- | ------------------------- | -- | -- | -- | --- | --- | --- | --- | --- | --- | ----- |
| 1.  | Tampa Bay Lightning (x)   | 82 | 45 | 29 | 8   | 37  | 8   | 291 | 268 | +23 | 98    |
| 2.  | Washington Capitals (x)   | 82 | 40 | 31 | 11  | 32  | 8   | 220 | 257 | -37 | 91    |
|     |                           |    |    |    |     |     |     |     |     |     |       |
| 3.  | Detroit Red Wings (e)     | 82 | 41 | 32 | 9   | 27  | 14  | 278 | 274 | +4  | 91    |
| 4.  | Pittsburgh Penguins (e)   | 82 | 38 | 32 | 12  | 32  | 6   | 255 | 251 | +4  | 88    |
| 5.  | Philadelphia Flyers (e)   | 82 | 38 | 33 | 11  | 30  | 8   | 235 | 261 | -6  | 87    |
| 6.  | Buffalo Sabres (e)        | 82 | 39 | 37 | 6   | 33  | 6   | 246 | 244 | +2  | 84    |
| 7.  | New Jersey Devils (e)     | 82 | 38 | 39 | 5   | 33  | 5   | 264 | 283 | -19 | 81    |
| 8.  | Ottawa Senators (e)       | 82 | 37 | 41 | 4   | 25  | 12  | 255 | 281 | -26 | 78    |
| 9.  | Montreal Canadiens (e)    | 82 | 30 | 36 | 16  | 20  | 10  | 236 | 289 | -50 | 76    |
| 10. | Columbus Blue Jackets (e) | 82 | 27 | 43 | 12  | 21  | 6   | 237 | 300 | -63 | 66    |

Fonte: NHL

Legenda
     (x) - Squadre qualificate ai playoff.
     (e) - Squadre eliminate dall'accesso ai playoff.
Note

2 punti per vittoria, 1 punto per sconfitta subita in overtime o agli shootout, 0 punti a sconfitta nei tempi regolamentari.
A parità di punteggio, per determinare le posizioni in classifica valgono i seguenti criteri in ordine:
1. minor numero di partite disputate (solo durante la regular season)
2. maggior numero di vittorie nei tempi regolamentari (regulation wins)
3. maggior numero di vittorie nei tempi regolamentari e negli overtime
4. maggior numero di vittorie complessive
5. maggior numero di punti ottenuti negli scontri diretti; in mancanza di un pari numero di scontri diretti con una o più squadre a pari punti, non va considerata la prima gara disputata dalla squadra che ha disputato più gare delle altre a pari punti.
6. miglior differenza reti
7. maggior numero di reti segnate

Una vittoria ottenuta agli shootout vale come 1 gol segnato a favore della squadra vincitrice ed 1 subito per la squadra sconfitta.

### Western Conference

#### Central Division
| Pos | Squadra                 | G  | V  | S  | SOT | VTR | VRO | GF  | GS  | DR   | Punti |
| --- | ----------------------- | -- | -- | -- | --- | --- | --- | --- | --- | ---- | ----- |
| 1.  | Dallas Stars (p)        | 82 | 52 | 21 | 9   | 40  | 12  | 298 | 234 | +64  | 113   |
| 2.  | Winnipeg Jets (x)       | 82 | 52 | 24 | 6   | 46  | 6   | 259 | 199 | +60  | 110   |
| 3.  | Colorado Avalanche (x)  | 82 | 50 | 25 | 7   | 42  | 8   | 304 | 254 | +50  | 107   |
| 4.  | Nashville Predators (x) | 82 | 47 | 30 | 5   | 38  | 9   | 269 | 248 | +21  | 99    |
| 5.  | St. Louis Blues (e)     | 82 | 43 | 33 | 6   | 31  | 12  | 239 | 250 | -11  | 92    |
| 6.  | Minnesota Wild (e)      | 82 | 39 | 34 | 9   | 32  | 7   | 251 | 263 | -12  | 87    |
| 7.  | Arizona Coyotes (e)     | 82 | 36 | 41 | 5   | 28  | 8   | 256 | 274 | -18  | 77    |
| 8.  | Chicago Blackhawks (e)  | 82 | 23 | 53 | 6   | 17  | 6   | 179 | 290 | -111 | 52    |

Fonte: NHL

Legenda
     (p) - Squadra vincitrice della division e qualificata ai playoff.
     (x) - Squadre qualificate ai playoff.
     (e) - Squadre eliminate dall'accesso ai playoff.
Note

2 punti per vittoria, 1 punto per sconfitta subita in overtime o agli shootout, 0 punti a sconfitta nei tempi regolamentari.
A parità di punteggio, per determinare le posizioni in classifica valgono i seguenti criteri in ordine:
1. minor numero di partite disputate (solo durante la regular season)
2. maggior numero di vittorie nei tempi regolamentari (regulation wins)
3. maggior numero di vittorie nei tempi regolamentari e negli overtime
4. maggior numero di vittorie complessive
5. maggior numero di punti ottenuti negli scontri diretti; in mancanza di un pari numero di scontri diretti con una o più squadre a pari punti, non va considerata la prima gara disputata dalla squadra che ha disputato più gare delle altre a pari punti.
6. miglior differenza reti
7. maggior numero di reti segnate

Una vittoria ottenuta agli shootout vale come 1 gol segnato a favore della squadra vincitrice ed 1 subito per la squadra sconfitta.

#### Pacific Division
| Pos | Squadra                  | G  | V  | S  | SOT | VTR | VRO | GF  | GS  | DR   | Punti |
| --- | ------------------------ | -- | -- | -- | --- | --- | --- | --- | --- | ---- | ----- |
| 1.  | Vancouver Canucks (y)    | 82 | 50 | 23 | 9   | 44  | 6   | 279 | 223 | +56  | 109   |
| 2.  | Edmonton Oilers (x)      | 82 | 49 | 27 | 6   | 39  | 10  | 294 | 237 | +57  | 104   |
| 3.  | Los Angeles Kings (x)    | 82 | 44 | 27 | 11  | 37  | 7   | 256 | 215 | +41  | 99    |
| 4.  | Vegas Golden Knights (x) | 82 | 45 | 29 | 8   | 34  | 11  | 267 | 245 | +22  | 98    |
| 5.  | Calgary Flames (e)       | 82 | 38 | 39 | 5   | 32  | 8   | 253 | 271 | -18  | 81    |
| 6.  | Seattle Kraken (e)       | 82 | 34 | 35 | 13  | 28  | 6   | 217 | 236 | -19  | 81    |
| 7.  | Anaheim Ducks (e)        | 82 | 27 | 50 | 5   | 21  | 6   | 204 | 295 | -91  | 59    |
| 8.  | San Jose Sharks (e)      | 82 | 19 | 54 | 9   | 14  | 5   | 181 | 331 | -150 | 47    |

Fonte: NHL

Legenda
     (y) - Squadra vincitrice della division e qualificata ai playoff.
     (x) - Squadre qualificate ai playoff.
     (e) - Squadre eliminate dall'accesso ai playoff.
Note

2 punti per vittoria, 1 punto per sconfitta subita in overtime o agli shootout, 0 punti a sconfitta nei tempi regolamentari.
A parità di punteggio, per determinare le posizioni in classifica valgono i seguenti criteri in ordine:
1. minor numero di partite disputate (solo durante la regular season)
2. maggior numero di vittorie nei tempi regolamentari (regulation wins)
3. maggior numero di vittorie nei tempi regolamentari e negli overtime
4. maggior numero di vittorie complessive
5. maggior numero di punti ottenuti negli scontri diretti; in mancanza di un pari numero di scontri diretti con una o più squadre a pari punti, non va considerata la prima gara disputata dalla squadra che ha disputato più gare delle altre a pari punti.
6. miglior differenza reti
7. maggior numero di reti segnate

Una vittoria ottenuta agli shootout vale come 1 gol segnato a favore della squadra vincitrice ed 1 subito per la squadra sconfitta.

#### Wild Card
| Pos | Squadra                  | G  | V  | S  | SOT | VTR | VRO | GF  | GS  | DR   | Punti |
| --- | ------------------------ | -- | -- | -- | --- | --- | --- | --- | --- | ---- | ----- |
| 1.  | Nashville Predators (x)  | 82 | 47 | 30 | 5   | 38  | 9   | 269 | 248 | +21  | 99    |
| 2.  | Vegas Golden Knights (x) | 82 | 45 | 29 | 8   | 34  | 11  | 267 | 245 | +22  | 98    |
|     |                          |    |    |    |     |     |     |     |     |      |       |
| 3.  | St. Louis Blues (e)      | 82 | 43 | 33 | 6   | 31  | 12  | 239 | 250 | -11  | 92    |
| 4.  | Minnesota Wild (e)       | 82 | 39 | 34 | 9   | 32  | 7   | 251 | 263 | -12  | 87    |
| 5.  | Calgary Flames (e)       | 82 | 38 | 39 | 5   | 32  | 8   | 253 | 271 | -18  | 81    |
| 6.  | Seattle Kraken (e)       | 82 | 34 | 35 | 13  | 28  | 6   | 217 | 236 | -19  | 81    |
| 7.  | Arizona Coyotes (e)      | 82 | 36 | 41 | 5   | 28  | 8   | 256 | 274 | -18  | 77    |
| 8.  | Anaheim Ducks (e)        | 82 | 27 | 50 | 5   | 21  | 6   | 204 | 295 | -91  | 59    |
| 9.  | Chicago Blackhawks (e)   | 82 | 23 | 53 | 6   | 17  | 6   | 179 | 290 | -111 | 52    |
| 10. | San Jose Sharks (e)      | 82 | 19 | 54 | 9   | 14  | 5   | 181 | 331 | -150 | 47    |

Fonte: NHL

Legenda
     (x) - Squadre qualificate ai playoff.
     (e) - Squadre eliminate dall'accesso ai playoff.
Note

2 punti per vittoria, 1 punto per sconfitta subita in overtime o agli shootout, 0 punti a sconfitta nei tempi regolamentari.
A parità di punteggio, per determinare le posizioni in classifica valgono i seguenti criteri in ordine:
1. minor numero di partite disputate (solo durante la regular season)
2. maggior numero di vittorie nei tempi regolamentari (regulation wins)
3. maggior numero di vittorie nei tempi regolamentari e negli overtime
4. maggior numero di vittorie complessive
5. maggior numero di punti ottenuti negli scontri diretti; in mancanza di un pari numero di scontri diretti con una o più squadre a pari punti, non va considerata la prima gara disputata dalla squadra che ha disputato più gare delle altre a pari punti.
6. miglior differenza reti
7. maggior numero di reti segnate

Una vittoria ottenuta agli shootout vale come 1 gol segnato a favore della squadra vincitrice ed 1 subito per la squadra sconfitta.

## Playoff

### Tabellone
|  | First Round (20 aprile-5 maggio) | First Round (20 aprile-5 maggio) | First Round (20 aprile-5 maggio) |                     |    | Second Round (5-20 maggio) | Second Round (5-20 maggio) | Second Round (5-20 maggio) |  |  | Conference Finals (22 maggio-2 giugno) | Conference Finals (22 maggio-2 giugno) | Conference Finals (22 maggio-2 giugno) |  |  | Stanley Cup Finals (8-24 giugno) | Stanley Cup Finals (8-24 giugno) | Stanley Cup Finals (8-24 giugno) |  |
|  |                                  |                                  |                                  |                     |    |                            |                            |                            |  |  |                                        |                                        |                                        |  |  |                                  |                                  |                                  |  |
|  | A1                               | Florida Panthers                 | 4                                |                     |    |                            |                            |                            |  |  |                                        |                                        |                                        |  |  |                                  |                                  |                                  |  |
|  | A1                               | Florida Panthers                 | 4                                |                     |    |                            |                            |                            |  |  |                                        |                                        |                                        |  |  |                                  |                                  |                                  |  |
|  | WC                               | Tampa Bay Lightning              | 1                                |                     |    |                            |                            |                            |  |  |                                        |                                        |                                        |  |  |                                  |                                  |                                  |  |
|  | WC                               | Tampa Bay Lightning              | 1                                |                     | A1 | Florida Panthers           | 4                          |                            |  |  |                                        |                                        |                                        |  |  |                                  |                                  |                                  |  |
|  |                                  |                                  |                                  |                     | A1 | Florida Panthers           | 4                          |                            |  |  |                                        |                                        |                                        |  |  |                                  |                                  |                                  |  |
|  |                                  |                                  | A2                               | Boston Bruins       | 2  |                            |                            |                            |  |  |                                        |                                        |                                        |  |  |                                  |                                  |                                  |  |
|  | A2                               | Boston Bruins                    | A2                               | Boston Bruins       | 2  | 4                          |                            |                            |  |  |                                        |                                        |                                        |  |  |                                  |                                  |                                  |  |
|  | A2                               | Boston Bruins                    |                                  |                     |    |                            |                            |                            |  |  |                                        |                                        |                                        |  |  |                                  |                                  |                                  |  |
|  | A3                               | Toronto Maple Leafs              | 3                                |                     |    |                            |                            |                            |  |  |                                        |                                        |                                        |  |  |                                  |                                  |                                  |  |
|  | A3                               | Toronto Maple Leafs              | 3                                |                     | A1 | Florida Panthers           | 4                          |                            |  |  |                                        |                                        |                                        |  |  |                                  |                                  |                                  |  |
|  |                                  |                                  |                                  |                     |    |                            |                            |                            |  |  |                                        |                                        |                                        |  |  |                                  |                                  |                                  |  |
|  |                                  |                                  | M1                               | New York Rangers    | 2  |                            |                            |                            |  |  |                                        |                                        |                                        |  |  |                                  |                                  |                                  |  |
|  | M1                               | New York Rangers                 | M1                               | New York Rangers    | 2  | 4                          |                            |                            |  |  |                                        |                                        |                                        |  |  |                                  |                                  |                                  |  |
|  | M1                               | New York Rangers                 |                                  |                     |    |                            |                            |                            |  |  |                                        |                                        |                                        |  |  |                                  |                                  |                                  |  |
|  | WC                               | Washington Capitals              | 0                                |                     |    |                            |                            |                            |  |  |                                        |                                        |                                        |  |  |                                  |                                  |                                  |  |
|  | WC                               | Washington Capitals              | 0                                |                     | M1 | New York Rangers           | 4                          |                            |  |  |                                        |                                        |                                        |  |  |                                  |                                  |                                  |  |
|  |                                  |                                  |                                  |                     | M1 | New York Rangers           | 4                          |                            |  |  |                                        |                                        |                                        |  |  |                                  |                                  |                                  |  |
|  |                                  |                                  | M2                               | Carolina Hurricanes | 2  |                            |                            |                            |  |  |                                        |                                        |                                        |  |  |                                  |                                  |                                  |  |
|  | M2                               | Carolina Hurricanes              | M2                               | Carolina Hurricanes | 2  | 4                          |                            |                            |  |  |                                        |                                        |                                        |  |  |                                  |                                  |                                  |  |
|  | M2                               | Carolina Hurricanes              |                                  |                     |    |                            |                            |                            |  |  |                                        |                                        |                                        |  |  |                                  |                                  |                                  |  |
|  | M3                               | New York Islanders               | 1                                |                     |    |                            |                            |                            |  |  |                                        |                                        |                                        |  |  |                                  |                                  |                                  |  |
|  | M3                               | New York Islanders               | 1                                |                     | A1 | Florida Panthers           | 4                          |                            |  |  |                                        |                                        |                                        |  |  |                                  |                                  |                                  |  |
|  |                                  |                                  |                                  |                     |    |                            |                            |                            |  |  |                                        |                                        |                                        |  |  |                                  |                                  |                                  |  |
|  |                                  |                                  | P2                               | Edmonton Oilers     | 3  |                            |                            |                            |  |  |                                        |                                        |                                        |  |  |                                  |                                  |                                  |  |
|  | C1                               | Dallas Stars                     | P2                               | Edmonton Oilers     | 3  | 4                          |                            |                            |  |  |                                        |                                        |                                        |  |  |                                  |                                  |                                  |  |
|  | C1                               | Dallas Stars                     |                                  |                     |    |                            |                            |                            |  |  |                                        |                                        |                                        |  |  |                                  |                                  |                                  |  |
|  | WC                               | Vegas Golden Knights             | 3                                |                     |    |                            |                            |                            |  |  |                                        |                                        |                                        |  |  |                                  |                                  |                                  |  |
|  | WC                               | Vegas Golden Knights             | 3                                |                     | C1 | Dallas Stars               | 4                          |                            |  |  |                                        |                                        |                                        |  |  |                                  |                                  |                                  |  |
|  |                                  |                                  |                                  |                     | C1 | Dallas Stars               | 4                          |                            |  |  |                                        |                                        |                                        |  |  |                                  |                                  |                                  |  |
|  |                                  |                                  | C3                               | Colorado Avalanche  | 2  |                            |                            |                            |  |  |                                        |                                        |                                        |  |  |                                  |                                  |                                  |  |
|  | C2                               | Winnipeg Jets                    | C3                               | Colorado Avalanche  | 2  | 1                          |                            |                            |  |  |                                        |                                        |                                        |  |  |                                  |                                  |                                  |  |
|  | C2                               | Winnipeg Jets                    |                                  |                     |    |                            |                            |                            |  |  |                                        |                                        |                                        |  |  |                                  |                                  |                                  |  |
|  | C3                               | Colorado Avalanche               | 4                                |                     |    |                            |                            |                            |  |  |                                        |                                        |                                        |  |  |                                  |                                  |                                  |  |
|  | C3                               | Colorado Avalanche               | 4                                |                     | C1 | Dallas Stars               | 2                          |                            |  |  |                                        |                                        |                                        |  |  |                                  |                                  |                                  |  |
|  |                                  |                                  |                                  |                     |    |                            |                            |                            |  |  |                                        |                                        |                                        |  |  |                                  |                                  |                                  |  |
|  |                                  |                                  | P2                               | Edmonton Oilers     | 4  |                            |                            |                            |  |  |                                        |                                        |                                        |  |  |                                  |                                  |                                  |  |
|  | P1                               | Vancouver Canucks                | P2                               | Edmonton Oilers     | 4  | 4                          |                            |                            |  |  |                                        |                                        |                                        |  |  |                                  |                                  |                                  |  |
|  | P1                               | Vancouver Canucks                |                                  |                     |    |                            |                            |                            |  |  |                                        |                                        |                                        |  |  |                                  |                                  |                                  |  |
|  | WC                               | Nashville Predators              | 2                                |                     |    |                            |                            |                            |  |  |                                        |                                        |                                        |  |  |                                  |                                  |                                  |  |
|  | WC                               | Nashville Predators              | 2                                |                     | P1 | Vancouver Canucks          | 3                          |                            |  |  |                                        |                                        |                                        |  |  |                                  |                                  |                                  |  |
|  |                                  |                                  |                                  |                     | P1 | Vancouver Canucks          | 3                          |                            |  |  |                                        |                                        |                                        |  |  |                                  |                                  |                                  |  |
|  |                                  |                                  | P2                               | Edmonton Oilers     | 4  |                            |                            |                            |  |  |                                        |                                        |                                        |  |  |                                  |                                  |                                  |  |
|  | P2                               | Edmonton Oilers                  | P2                               | Edmonton Oilers     | 4  | 4                          |                            |                            |  |  |                                        |                                        |                                        |  |  |                                  |                                  |                                  |  |
|  | P2                               | Edmonton Oilers                  |                                  |                     |    |                            |                            |                            |  |  |                                        |                                        |                                        |  |  |                                  |                                  |                                  |  |
|  | P3                               | Los Angeles Kings                | 1                                |                     |    |                            |                            |                            |  |  |                                        |                                        |                                        |  |  |                                  |                                  |                                  |  |

### Legenda
- A1, A2, A3 – Prima, seconda e terza squadra classificata nella Atlantic Division.
- M1, M2, M3 – Prima, seconda e terza squadra classificata nella Metropolitan Division.
- C1, C2, C3 – Prima, seconda e terza squadra classificata nella Central Division.
- P1, P2, P3 – Prima, seconda e terza squadra classificata nella Pacific Division.
- WC – Squadre che hanno ottenuto la wild card.

### Risultati

#### Eastern Conference First Round
| Squadra 1           | Totale | Squadra 2           | Gara 1 | Gara 2   | Gara 3 | Gara 4    | Gara 5   | Gara 6 | Gara 7   |
| ------------------- | ------ | ------------------- | ------ | -------- | ------ | --------- | -------- | ------ | -------- |
| Florida Panthers    | 4–1    | Tampa Bay Lightning | 3–2    | 3–2 (OT) | 5–3    | 3–6       | 6–1      |        |          |
| Boston Bruins       | 4–3    | Toronto Maple Leafs | 5–1    | 2–3      | 4–2    | 3–1       | 1–2 (OT) | 1–2    | 2–1 (OT) |
| New York Rangers    | 4–0    | Washington Capitals | 4–1    | 4–3      | 3–1    | 4–2       |          |        |          |
| Carolina Hurricanes | 4–1    | New York Islanders  | 3–1    | 5–3      | 3–2    | 2–3 (2OT) | 6–3      |        |          |

#### Western Conference First Round
| Squadra 1         | Totale | Squadra 2            | Gara 1 | Gara 2   | Gara 3   | Gara 4   | Gara 5 | Gara 6 | Gara 7 |
| ----------------- | ------ | -------------------- | ------ | -------- | -------- | -------- | ------ | ------ | ------ |
| Dallas Stars      | 4–3    | Vegas Golden Knights | 3–4    | 1–3      | 3–2 (OT) | 4–2      | 3–2    | 0–2    | 2–1    |
| Winnipeg Jets     | 1–4    | Colorado Avalanche   | 7–6    | 2–5      | 2–6      | 1–5      | 3–6    |        |        |
| Vancouver Canucks | 4–2    | Nashville Predators  | 4–2    | 1–4      | 2–1      | 4–3 (OT) | 1–2    | 1–0    |        |
| Edmonton Oilers   | 4–1    | Los Angeles Kings    | 7–4    | 4–5 (OT) | 6–1      | 1–0      | 4–3    |        |        |

#### Eastern Conference Second Round
| Squadra 1        | Totale | Squadra 2           | Gara 1 | Gara 2    | Gara 3   | Gara 4 | Gara 5 | Gara 6 | Gara 7 |
| ---------------- | ------ | ------------------- | ------ | --------- | -------- | ------ | ------ | ------ | ------ |
| Florida Panthers | 4–2    | Boston Bruins       | 1–5    | 6–1       | 6–2      | 3–2    | 1–2    | 2–1    |        |
| New York Rangers | 4–2    | Carolina Hurricanes | 4–3    | 4–3 (2OT) | 3–2 (OT) | 3–4    | 1–4    | 5–3    |        |

#### Western Conference Second Round
| Squadra 1         | Totale | Squadra 2          | Gara 1   | Gara 2   | Gara 3 | Gara 4 | Gara 5 | Gara 6    | Gara 7 |
| ----------------- | ------ | ------------------ | -------- | -------- | ------ | ------ | ------ | --------- | ------ |
| Dallas Stars      | 4–2    | Colorado Avalanche | 3–4 (OT) | 5–3      | 4–1    | 5–1    | 3–5    | 2–1 (2OT) |        |
| Vancouver Canucks | 3–4    | Edmonton Oilers    | 5–4      | 3–4 (OT) | 4–3    | 2–3    | 3–2    | 1–5       | 2–3    |

#### Eastern Conference Finals
| Squadra 1        | Totale | Squadra 2        | Gara 1 | Gara 2   | Gara 3   | Gara 4   | Gara 5 | Gara 6 | Gara 7 |
| ---------------- | ------ | ---------------- | ------ | -------- | -------- | -------- | ------ | ------ | ------ |
| New York Rangers | 2–4    | Florida Panthers | 0–3    | 2–1 (OT) | 5–4 (OT) | 2–3 (OT) | 2–3    | 1–2    |        |

#### Western Conference Finals
| Squadra 1    | Totale | Squadra 2       | Gara 1    | Gara 2 | Gara 3 | Gara 4 | Gara 5 | Gara 6 | Gara 7 |
| ------------ | ------ | --------------- | --------- | ------ | ------ | ------ | ------ | ------ | ------ |
| Dallas Stars | 2–4    | Edmonton Oilers | 2–3 (2OT) | 3–1    | 5–3    | 2–5    | 1–3    | 1–2    |        |

## Stanley Cup Finals

### Risultati
| Squadra 1        | Totale | Squadra 2       | Gara 1 | Gara 2 | Gara 3 | Gara 4 | Gara 5 | Gara 6 | Gara 7 |
| ---------------- | ------ | --------------- | ------ | ------ | ------ | ------ | ------ | ------ | ------ |
| Florida Panthers | 4–3    | Edmonton Oilers | 3–0    | 4–1    | 4–3    | 1–8    | 3–5    | 1–5    | 2–1    |

Con la vittoria della serie per 4–3 in suo favore, i Florida Panthers hanno vinto le Stanley Cup Finals 2024, che per la prima volta nella loro storia si laureano campioni NHL.

## Statistiche
Fonte: NHL

### Statistiche individuali

#### Regular season

##### Skaters
I seguenti giocatori di movimento (skaters) hanno ottenuto più punti (gol+assist) durante la regular season.
| Pos | Giocatore        | Squadra             | GD | G  | A   | +/- | PIM | P   |
| --- | ---------------- | ------------------- | -- | -- | --- | --- | --- | --- |
| 1.  | Nikita Kucherov  | Tampa Bay Lightning | 81 | 44 | 100 | +8  | 22  | 144 |
| 2.  | Nathan MacKinnon | Colorado Avalanche  | 82 | 51 | 89  | +35 | 42  | 140 |
| 3.  | Connor McDavid   | Edmonton Oilers     | 76 | 32 | 100 | +35 | 30  | 132 |
| 4.  | Artemij Panarin  | New York Rangers    | 82 | 49 | 71  | +18 | 24  | 120 |
| 5.  | David Pastrňák   | Boston Bruins       | 82 | 47 | 63  | +21 | 47  | 110 |
| 6.  | Auston Matthews  | Toronto Maple Leafs | 81 | 69 | 38  | +31 | 20  | 107 |
| 7.  | Leon Draisaitl   | Edmonton Oilers     | 81 | 41 | 65  | +26 | 76  | 106 |
| 8.  | Mikko Rantanen   | Colorado Avalanche  | 80 | 42 | 62  | +19 | 50  | 104 |
| 9.  | J. T. Miller     | Vancouver Canucks   | 81 | 37 | 66  | +32 | 58  | 103 |
| 10. | William Nylander | Toronto Maple Leafs | 82 | 40 | 58  | +1  | 24  | 98  |

##### Goaltenders
I seguenti portieri (goaltenders) hanno la miglior media gol incassati (GGA) con almeno 1800 minuti giocati durante la regular season.
| Pos | Giocatore            | Squadra             | GD | TOI     | V  | S  | SO | GS  | SHO | SV%  | GAA  |
| --- | -------------------- | ------------------- | -- | ------- | -- | -- | -- | --- | --- | ---- | ---- |
| 1.  | Pyotr Kochetkov      | Carolina Hurricanes | 42 | 2371:29 | 23 | 13 | 4  | 92  | 4   | .911 | 2.33 |
| 2.  | Sergei Bobrovsky     | Florida Panthers    | 58 | 3414:14 | 36 | 17 | 4  | 135 | 6   | .915 | 2.37 |
| 3.  | Connor Hellebuyck    | Winnipeg Jets       | 60 | 3567:20 | 37 | 19 | 4  | 142 | 5   | .921 | 2.39 |
| 4.  | Thatcher Demko       | Vancouver Canucks   | 51 | 3015:53 | 35 | 14 | 2  | 123 | 5   | .918 | 2.45 |
| 5.  | Joey Daccord         | Seattle Kraken      | 50 | 2832:47 | 19 | 18 | 11 | 116 | 3   | .916 | 2.46 |
| 6.  | Cam Talbot           | Los Angeles Kings   | 53 | 3056:59 | 26 | 20 | 6  | 126 | 3   | .915 | 2.47 |
| 7.  | Jeremy Swayman       | Boston Bruins       | 44 | 2565:51 | 25 | 10 | 8  | 108 | 3   | .916 | 2.53 |
| 8.  | Linus Ullmark        | Boston Bruins       | 40 | 2400:08 | 22 | 10 | 7  | 103 | 2   | .915 | 2.57 |
| 9.  | Ukko-Pekka Luukkonen | Buffalo Sabres      | 54 | 3081:14 | 27 | 22 | 4  | 132 | 5   | .910 | 2.57 |
| 10. | Igor Shesterkin      | New York Rangers    | 55 | 3277:06 | 36 | 17 | 2  | 141 | 4   | .913 | 2.58 |

#### Playoff

##### Skaters
I seguenti giocatori di movimento (skaters) hanno ottenuto più punti (gol+assist) durante i playoff
| Pos | Giocatore           | Squadra          | GD | G  | A  | +/- | PIM | P  |
| --- | ------------------- | ---------------- | -- | -- | -- | --- | --- | -- |
| 1.  | Connor McDavid      | Edmonton Oilers  | 25 | 8  | 34 | +12 | 10  | 42 |
| 2.  | Evan Bouchard       | Edmonton Oilers  | 25 | 6  | 26 | +14 | 22  | 32 |
| 3.  | Leon Draisaitl      | Edmonton Oilers  | 25 | 10 | 21 | 0   | 14  | 31 |
| 4.  | Zach Hyman          | Edmonton Oilers  | 25 | 16 | 6  | +12 | 12  | 22 |
| 5.  | Aleksander Barkov   | Florida Panthers | 24 | 8  | 14 | -1  | 8   | 22 |
| 6.  | Ryan Nugent-Hopkins | Edmonton Oilers  | 26 | 7  | 15 | -2  | 8   | 22 |
| 7.  | Matthew Tkachuk     | Florida Panthers | 24 | 6  | 16 | 0   | 31  | 22 |
| 8.  | Carter Verhaeghe    | Florida Panthers | 24 | 11 | 10 | -5  | 20  | 21 |
| 9.  | Vincent Trocheck    | New York Rangers | 16 | 8  | 12 | +3  | 10  | 20 |
| 10. | Anton Lundell       | Florida Panthers | 24 | 3  | 14 | +8  | 12  | 17 |

##### Goaltenders
I seguenti portieri (goaltenders) hanno la miglior media gol incassati (GGA) con almeno 420 minuti giocati durante i playoff.
| Pos | Giocatore        | Squadra          | GD | TOI      | V  | S | TS  | GS | SHO | GAA  | SV%  |
| --- | ---------------- | ---------------- | -- | -------- | -- | - | --- | -- | --- | ---- | ---- |
| 1.  | Jeremy Swayman   | Boston Bruins    | 12 | 697:31   | 6  | 6 | 373 | 25 | 0   | 2.15 | .933 |
| 2.  | Jake Oettinger   | Dallas Stars     | 19 | 1,206:47 | 10 | 9 | 516 | 45 | 0   | 2.24 | .915 |
| 3.  | Sergei Bobrovsky | Florida Panthers | 24 | 1,419:32 | 16 | 8 | 583 | 55 | 2   | 2.32 | .906 |
| 4.  | Igor Shesterkin  | New York Rangers | 16 | 999:51   | 10 | 6 | 524 | 39 | 0   | 2.34 | .927 |
| 5.  | Stuart Skinner   | Edmonton Oilers  | 23 | 1,373:20 | 14 | 9 | 564 | 56 | 1   | 2.45 | .901 |

## NHL Awards

### Premi settimanali

#### Three Star of the Week
| Settimana        | First Star                               | Second Star                             | Third Star                              |
| ---------------- | ---------------------------------------- | --------------------------------------- | --------------------------------------- |
| 15 ottobre 2023  | Auston Matthews (Toronto Maple Leafs)    | Elias Pettersson (Vancouver Canucks)    | Evgeni Malkin (Pittsburgh Penguins)     |
| 22 ottobre 2023  | Alex DeBrincat (Detroit Red Wings)       | Aleksandr Georgiev (Colorado Avalanche) | Sam Reinhart (Florida Panthers)         |
| 29 ottobre 2023  | Tyler Toffoli (New Jersey Devils)        | Jonas Johansson (Tampa Bay Lightning)   | Ryan Hartman (Minnesota Wild)           |
| 5 novembre 2023  | Quinn Hughes (Vancouver Canucks)         | Cam Talbot (Los Angeles Kings)          | Mason McTavish (Anaheim Ducks)          |
| 12 novembre 2023 | Sam Reinhart (Florida Panthers)          | Kyle Connor (Winnipeg Jets)             | William Nylander (Toronto Maple Leafs)  |
| 19 novembre 2023 | Cale Makar (Colorado Avalanche)          | William Nylander (Toronto Maple Leafs)  | Sidney Crosby (Pittsburgh Penguins)     |
| 26 novembre 2023 | Connor McDavid (Edmonton Oilers)         | Nikita Kucherov (Tampa Bay Lightning)   | Juuse Saros (Nashville Predators)       |
| 3 dicembre 2023  | Connor Ingram (Arizona Coyotes)          | Matthew Barzal (New York Islanders)     | Jack Hughes (New Jersey Devils)         |
| 10 dicembre 2023 | Nikita Kucherov (Tampa Bay Lightning)    | Tomáš Hertl (San Jose Sharks)           | Sam Reinhart (Florida Panthers)         |
| 17 dicembre 2023 | Nathan MacKinnon (Colorado Avalanche)    | Thatcher Demko (Vancouver Canucks)      | Noah Dobson (Florida Panthers)          |
| 24 dicembre 2023 | Kirill Kaprizov (Minnesota Wild)         | Mika Zibanejad (New York Rangers)       | Patrick Kane (Detroit Red Wings)        |
| 31 dicembre 2023 | Sebastian Aho (Carolina Hurricanes)      | Artemi Paranin (New York Rangers)       | Luke Hughes (New Jersey Devils)         |
| 7 gennaio 2024   | Sam Reinhart (Florida Panthers)          | Martin Jones (Toronto Maple Leafs)      | Connor Hellebuyck (Winnipeg Jets)       |
| 14 gennaio 2024  | Elias Pettersson (Vancouver Canucks)     | Blake Coleman (Calgary Flames)          | Aleksandr Georgiev (Colorado Avalanche) |
| 21 gennaio 2024  | Kirill Kaprizov (Minnesota Wild)         | David Pastrňák (Boston Bruins)          | Logan Thompson (Vegas Golden Knights)   |
| 28 gennaio 2024  | Nikita Kucherov (Tampa Bay Lightning)    | Connor McDavid (Edmonton Oilers)        | Matthew Tkachuk (Florida Panthers)      |
| 4 febbraio 2024  | Auston Matthews (Toronto Maple Leafs)    | Connor McDavid (Edmonton Oilers)        | Alex DeBrincat (Detroit Red Wings)      |
| 11 febbraio 2024 | Jacob Markström (Calgary Flames)         | Sergei Bobrovsky (Florida Panthers)     | Nick Suzuki (Montreal Canadiens)        |
| 18 febbraio 2024 | Auston Matthews (Toronto Maple Leafs)    | Connor McDavid (Edmonton Oilers)        | Matthew Tkachuk (Florida Panthers)      |
| 25 febbraio 2024 | Kirill Kaprizov (Minnesota Wild)         | Mitch Marner (Toronto Maple Leafs)      | Igor Shesterkin (New York Rangers)      |
| 3 marzo 2024     | Roman Josi (Nashville Predators)         | Brandon Montour (Florida Panthers)      | Josh Morrissey (Winnipeg Jets)          |
| 10 marzo 2024    | Nathan MacKinnon (Colorado Avalanche)    | Pavel Zacha (Boston Bruins)             | Thatcher Demko (Vancouver Canucks)      |
| 17 marzo 2024    | Nikita Kucherov (Tampa Bay Lightning)    | Connor Bedard (Chicago Blackhawks)      | Marc-André Fleury (Minnesota Wild)      |
| 24 marzo 2024    | Alexander Ovechkin (Washington Capitals) | Auston Matthews (Toronto Maple Leafs)   | Connor McDavid (Edmonton Oilers)        |
| 31 marzo 2024    | Connor McDavid (Edmonton Oilers)         | Logan Thompson (Vegas Golden Knights)   | Alexis Lafreniere (New York Rangers)    |
| 7 aprile 2024    | Nikita Kucherov (Tampa Bay Lightning)    | Sidney Crosby (Pittsburgh Penguins)     | Artemi Paranin (New York Rangers)       |
| 14 aprile 2024   | Auston Matthews (Toronto Maple Leafs)    | Roman Josi (Nashville Predators)        | Nazem Kadri (Calgary Flames)            |

### Premi mensili

#### Three Star of the Month
| Settimana     | First Star                            | Second Star                           | Third Star                           |
| ------------- | ------------------------------------- | ------------------------------------- | ------------------------------------ |
| ottobre 2023  | Jack Hughes (New Jersey Devils)       | Elias Pettersson (Vancouver Canucks)  | David Pastrňák (Boston Bruins)       |
| novembre 2023 | Nikita Kucherov (Tampa Bay Lightning) | Cale Makar (Colorado Avalanche)       | Quinn Hughes (Vancouver Canucks)     |
| dicembre 2023 | Nathan MacKinnon (Colorado Avalanche) | Auston Matthews (Toronto Maple Leafs) | Connor Hellebuyck (Winnipeg Jets)    |
| gennaio 2024  | Nathan MacKinnon (Colorado Avalanche) | Stuart Skinner (Edmonton Oilers)      | Elias Pettersson (Vancouver Canucks) |
| febbraio 2024 | Auston Matthews (Toronto Maple Leafs) | Connor McDavid (Edmonton Oilers)      | Igor Shesterkin (New York Rangers)   |
| marzo 2024    | Connor McDavid (Edmonton Oilers)      | Nathan MacKinnon (Colorado Avalanche) | Filip Forsberg (Nashville Predators) |

#### Rookie of the Month
| Mese          | Giocatore                             |
| ------------- | ------------------------------------- |
| ottobre 2023  | Lukáš Dostál (Anaheim Ducks)          |
| novembre 2023 | Connor Bedard (Chicago Blackhawks)    |
| dicembre 2023 | Connor Bedard (Chicago Blackhawks)    |
| gennaio 2024  | Brock Faber (Minnesota Wild)          |
| febbraio 2024 | Pyotr Kochetkov (Carolina Hurricanes) |
| marzo 2024    | Connor Bedard (Chicago Blackhawks)    |

### Premi annuali
Subito dopo la fine della regular season si sono tenute le votazioni per assegnare i premi annuali e sono stati annunciati i basati sulle statistiche (come l'Art Ross Trophy, il Maurice "Rocket" Richard Trophy, il William M. Jennings Trophy e il Presidents' Trophy). La Stanley Cup e il Conn Smythe Trophy sono stati invece attribuiti alla fine delle Stanley Cup Finals.
Il Calder Memorial Trophy, l'Hart Memorial Trophy, Ted Lindsay Award, il James Norris Memorial Trophy e il Vezina Trophy sono stati consegnati il 27 giugno 2024 in un evento ad hoc successivo ai playoff presso il Fointainebleau Las Vegas dell'omonima città (Nevada). Gli altri premi sono stati annunciati durante i playoff.
Nella tabella sono indicati e premi assegnati e i vincitori, nonché l'ente che assegna il premio.
| Trofeo                                                                      | Organizzazione                     | Vincitore                             | Secondo/Finalista                                                           |
| --------------------------------------------------------------------------- | ---------------------------------- | ------------------------------------- | --------------------------------------------------------------------------- |
| Stanley Cup                                                                 | NHL                                | Florida Panthers                      | Edmonton Oilers                                                             |
| Presidents' Trophy (miglior record stagionale)                              | NHL                                | New York Rangers                      | Dallas Stars                                                                |
| Prince of Wales Trophy (campione della Eastern Conference)                  | NHL                                | Florida Panthers                      | New York Rangers                                                            |
| Clarence S. Campbell Bowl (campione della Western Conference)               | NHL                                | Edmonton Oilers                       | Dallas Stars                                                                |
| Art Ross Trophy (giocatore con più punti)                                   | NHL                                | Nikita Kucherov (Tampa Bay Lightning) | Nathan MacKinnon (Colorado Avalanche)                                       |
| Bill Masterton Memorial Trophy (perseveranza, sportività e dedizione)       | PHWA                               | Connor Ingram (Arizona Coyotes)       | Frederik Andersen (Carolina Hurricanes) Oliver Kylington (Calgary Flames)   |
| Calder Memorial Trophy (miglior rookie)                                     | PHWA                               | Connor Bedard (Chicago Blackhawks)    | Brock Faber (Minnesota Wild) Luke Hughes (New Jersey Devils)                |
| Conn Smythe Trophy (MVP dei playoff)                                        | PHWA                               | Connor McDavid (Edmonton Oilers)      | Aleksander Barkov (Florida Panthers)                                        |
| Frank J. Selke Trophy (miglior attaccante in difesa)                        | PHWA                               | Aleksander Barkov (Florida Panthers)  | Auston Matthews (Toronto Maple Leafs) Jordan Staal (Carolina Hurricanes)    |
| Hart Memorial Trophy (MVP della regular season)                             | PHWA                               | Nathan MacKinnon (Colorado Avalanche) | Nikita Kucherov (Tampa Bay Lightning) Connor McDavid (Edmonton Oilers)      |
| Jack Adams Award (miglior head coach)                                       | NHLBA                              | Rick Tocchet (Vancouver Canucks)      | Rick Bowness (Winnipeg Jets) Andrew Brunette (Nashville Predators)          |
| James Norris Memorial Trophy (miglior difensore)                            | PHWA                               | Quinn Hughes (Vancouver Canucks)      | Roman Josi (Nashville Predators) Cale Makar (Colorado Avalanche)            |
| King Clancy Memorial Trophy (leadership e beneficenza)                      | PHWA                               | Anders Lee                            |                                                                             |
| Lady Byng Memorial Trophy (sportività ed eccellenza)                        | PHWA                               | Jaccob Slavin (Carolina Hurricanes)   | Auston Matthews (Toronto Maple Leafs) Elias Pettersson (Vancouver Canucks)  |
| Ted Lindsay Award (miglior giocatore)                                       | NHLPA                              | Nathan MacKinnon (Colorado Avalanche) | Nikita Kucherov (Tampa Bay Lightning) Auston Matthews (Toronto Maple Leafs) |
| Mark Messier Leadership Award (leadership e attività nella società)         | Mark Messier (Hockey Hall of Fame) | Jacob Trouba (New York Rangers)       |                                                                             |
| Maurice "Rocket" Richard Trophy (giocatore con più gol)                     | NHL                                | Auston Matthews (Toronto Maple Leafs) | Sam Reinhart (Florida Panthers)                                             |
| Jim Gregory General Manager of the Year Award (miglior general manager)     | NHL                                | Jim Nill (Dallas Stars)               | Patrik Allvin (Vancouver Canucks) Bill Zito (Florida Panthers)              |
| Vezina Trophy (miglior portiere)                                            | general manager della NHL          | Connor Hellebuyck (Winnipeg Jets)     | Sergei Bobrovsky (Florida Panthers) Thatcher Demko (Vancouver Canucks)      |
| William M. Jennings Trophy (portiere della squadra che ha subito meno reti) | NHL                                | Connor Hellebuyck (Winnipeg Jets)     | Sergei Bobrovsky (Florida Panthers) Anthony Stolarz (Florida Panthers)      |

### All-Star Teams
| Ruolo | First Team                            | Second Team                          | All-Rookie Team                       |
| ----- | ------------------------------------- | ------------------------------------ | ------------------------------------- |
| G     | Connor Hellebuyck (Winnipeg Jets)     | Thatcher Demko (Vancouver Canucks)   | Pyotr Kochetkov (Carolina Hurricanes) |
| D     | Quinn Hughes (Vancouver Canucks)      | Adam Fox (New York Rangers)          | Brock Faber (Minnesota Wild)          |
| D     | Roman Josi (Nashville Predators)      | Cale Makar (Colorado Avalanche)      | Luke Hughes (New Jersey Devils)       |
| C     | Nathan MacKinnon (Colorado Avalanche) | Connor McDavid (Edmonton Oilers)     | Connor Bedard (Chicago Blackhawks)    |
| RW    | Nikita Kucherov (Tampa Bay Lightning) | David Pastrňák (Boston Bruins)       | Logan Cooley (Arizona Coyotes)        |
| LW    | Artemi Panarin (New York Rangers)     | Filip Forsberg (Nashville Predators) | Marco Rossi (Minnesota Wild)          |

## Off-season

### Entry Draft
L'Entry Draft NHL 2023 si è tenuto il 28 e 29 giugno 2023 presso la Bridgestone Arena di Nashville (Tennessee). La prima scelta assoluta è stata Connor Bedard, selezionato dai Chicago Blackhawks.

### Partite dipreseasonin Australia
Per la prima volta nella sua storia, la lega ha programmato e disputato alcune gare di preseason in Australia. Il 23 e 24 settembre 2023 gli Arizona Coyotes e i Los Angeles Kings hanno disputato due partite presso la Rod Laver Arena di Melbourne, l'impianto dove si disputa ogni anno il torneo tennistico degli Australian Open. Dato che lo stadio non è predisposto per ospitare partite di hockey su ghiaccio, la NHL ha installato un rink temporaneo utilizzando le stesse tecniche utilizzate per le partite outodoor e programmando la chiusura del tetto dell'impianto.